# Thomas Cale

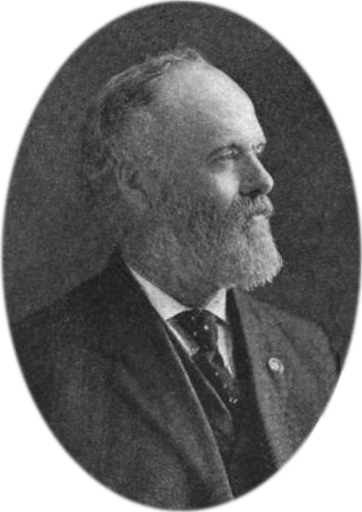
Thomas Cale

Thomas Cale (* 17. September 1848 in Underhill, Chittenden County, Vermont; † 3. Februar 1941 in Fond du Lac, Wisconsin) war ein US-amerikanischer Politiker. Zwischen 1907 und 1909 vertrat er als Delegierter das Alaska-Territorium im US-Repräsentantenhaus.

## Werdegang
Thomas Cale besuchte nach der Grundschule die Bell Academy. Im Jahr 1866 zog er für kurze Zeit nach Fort Edward im Washington County im Staat New York. Von 1867 bis 1868 arbeitete er als Schullehrer in seiner Heimat in Vermont. 1869 zog er nach Wisconsin, wo er im Fond du Lac County an verschiedenen Schulen als Lehrer unterrichtete. Außerdem engagierte er sich zeitweise in der Landwirtschaft. Von 1884 bis 1886 war er im Kreisrat des Fond du Lac County. Dort war er 1886 bis 1887 Stellvertreter des Sheriffs. Danach war er bis 1890 selbst Sheriff in dem Bezirk. Anschließend handelte er mit Landmaschinen, ehe er 1898 zur Zeit des Klondike-Goldrausches nach Fairbanks in Alaska zog.
In Alaska war er im Minengeschäft tätig. Bei den Kongresswahlen des Jahres 1906 wurde er als unabhängiger Kandidat zum Delegierten für das US-Repräsentantenhaus gewählt. Dort löste er am 4. März 1907 Frank Hinman Waskey ab. Cale absolvierte eine Legislaturperiode im  Kongress. Da Alaska damals noch kein offizieller Bundesstaat der USA war, hatte Cale auch kein Stimmrecht im Kongress. Im Jahr 1908 lehnte er eine erneute Kandidatur ab. Danach war er zwischen 1910 und 1915 als Farmer in South Dakota tätig. Danach zog er wieder nach Wisconsin, wo er von 1915 bis 1920 wieder als Farmer arbeitete. Im Jahr 1920 setzte er sich in Fond du Lac zur Ruhe. Dort ist er im Februar 1941 auch verstorben.